# Saiman 202
Le Saiman 202 était un avion de liaison militaire italien utilisé durant la Seconde Guerre mondiale. Il continua néanmoins à être utilisé par des aéroclubs civils jusque dans les années 50.  

## Variantes
Le Saiman 204 est une variante du Saiman 202, construit par la SAIMAN, il peut accueillir 4 passagers pilote compris. Cette variante est propulsée par un moteur Alfa Roméo de 150 CV de l'entreprise du même nom.